# André Rieu
André Léon Marie Nicolas Rieu (Maastricht, 1º ottobre 1949) è un direttore d'orchestra, violinista e compositore olandese.

## Primi anni di vita e carriera
André Rieu cominciò a prendere lezioni di violino all'età di cinque anni. Crebbe in una famiglia di sei figli dedita alla musica e suo padre fu anch'egli un direttore d'orchestra. Già in giovane età rimase affascinato dal mondo dell'orchestra. Fra il 1968 e il 1973 studiò violino al Conservatoire Royal di Liegi e successivamente al Conservatorium Maastricht. Fra il 1974 e il 1977 frequentò l'Accademia Musicale a Bruxelles.

## André Rieu e laJohann Strauss Orchestra
Fino al 2014 ha venduto 40 milioni di dischi arrivando nel 2015 a 400 dischi di platino.
La sua orchestra, la Johann Strauss Orchestra, fu istituita nel 1987 con 12 membri, ma ora conta più di 40 musicisti. Ai primi tempi girava l'Europa facendo emergere un forte interesse per il genere del Valzer. Rieu divenne noto come il Re del Valzer dopo essersi fatto notare per le sue esecuzioni del Secondo valzer, tratto dalle Suite per orchestra di varietà di Dmitrij Šostakovič. Nel 2018, in Argentina, ha riempito 6 stadi Luna Park.
André Rieu e la sua Johann Strauss Orchestra si sono esibiti, oltre che in Europa, in America settentrionale, Giappone e Australia. Hanno vinto un gran numero di premi, tra cui il World Music Awards, e molte loro produzioni sono diventate disco d'oro e disco di platino in varie nazioni del mondo, inclusi i Paesi Bassi con ben 8 dischi di platino. Nella sua sala di registrazione a Maastricht, André registra CD e DVD, includendo nella sua produzione un ampio panorama di musica classica, nonché musica pop e musica folk, e anche colonne sonore cinematografiche e tracce di musical teatrali. Le sue vivaci e colorate esibizioni orchestrali hanno attratto pubblico da ogni parte del globo, un pubblico che all'inizio non considerava con particolare attenzione la musica classica. 
Rieu ha lavorato per diversi anni insieme al fratello Jean Philippe, che in seguito ha avviato una propria società di produzione. Rieu ha due figli: il più giovane di questi, Pierre, lavora a tempo pieno con il padre come manager di produzione. André Rieu suona un violino Stradivari del 1667, forse il più antico conosciuto. Alcune esibizioni della sua orchestra sono state trasmesse nel Regno Unito e negli Stati Uniti sul circuito televisivo PBS, come ad esempio André Rieu Live in Dublin o André Rieu Live in Tuscany, registrato in Piazza Della Repubblica a Cortona, in Toscana.

## Vita privata
André Rieu ha antiche radici francesi dato che il suo cognome è di origini ugonotte. È sposato con Marjorie Kochmann e ha due figli: Marc e Pierre. Parla varie lingue: limburghese, olandese, tedesco, inglese, francese, spagnolo e portoghese.

## Discografia
- Hieringe biete (1993)
- Strauss & Co (1994) (prima posizione per 22 settimane nella classifica in Paesi Bassi, seconda nella Ultratop nelle Fiandre, quarta in Germania (dove rimane per 103 settimane in classifica) e settima in Vallonia)
- Wiener melange (1995) Polydor (prima posizione per 7 settimane nella classifica nei Paesi Bassi, terza nella Ultratop nelle Fiandre e diciannovesima in Germania rimanendo in classifica 70 settimane)
- Hieringe biete 1 & 2 (1995) (settima posizione nella classifica in Paesi Bassi)
- Strauss Gala (1995) (nona posizione nella classifica in Paesi Bassi)
- In Concert (1996) Polydor (quinta posizione nella classifica in Paesi Bassi e ventesima in Germania rimanendo in classifica 66 settimane)
- The Christmas I Love (1997)
- Mein Weihnachtstraum (1997) (sesta posizione in Germania)
- Romantic Moments (1998) Polydor (quinta posizione nella classifica Classical Albums e sesta in Germania rimanendo in classifica 36 settimane)
- Romantique - André Rieu, 1998 Philips (quinta posizione in Francia e nona nella Ultratop in Vallonia)
- Bal du siècle Universal (1999) (quarta posizione nella classifica in Francia e settima nella Ultratop in Vallonia)
- 100 Jahre Strauss (1999) Polygram (terza posizione nella classifica in Svizzera e Germania dove rimane in classifica 29 settimane e sesta in Austria)
- Valses (1999) Polygram (quarta posizione nella classifica in Francia)
- Fiesta! (1999) (nona posizione nella classifica in Paesi Bassi)
- Das Jahrtausendfest (1999) Polydor (terza posizione in Germania rimanendo in classifica 30 settimane ed ottava in Svizzera)
- La Vie Est Belle (2000) (quinta posizione nella Ultratop in Vallonia e sesta in Germania)
- Aimer (2001) Universal (quinta posizione nella classifica in Francia)
- Musik Zum Träumen (2001) Polydor (settima posizione in Germania)
- Live at the Royal Albert Hall (2001)
- Dreaming (2001) (ottava posizione nella classifica in Paesi Bassi)
- Love Around the World (2002)
- Walzertraum (2002) (ottava posizione in Germania)
- Bal à Vienne (2003) (ottava posizione in classifica in Francia)
- Maastricht Salon Orkest - Serenata (2003)
- Romantic Paradise (2003) (sesta posizione in Germania e decima nei Paesi Bassi)
- Live in Dublin (2003)
- André Rieu at the Movies (2003)
- New Year's Eve in Vienna (2003)
- The Flying Dutchman (2004) (nona posizione nella Ultratop nelle Fiandre)
- Live in Tuscany (2004)
- Le Monde En Fete - André Rieu, 2004 Universal (ottava posizione nella Ultratop in Vallonia)
- Les Melodies De Mon Coeur (2005) (nona posizione in classifica in Francia)
- Christmas Around the World (2005)
- Songs from My Heart (2005)
- New York Memories (2006) (terza posizione nella Ultratop in Vallonia e decima nelle Fiandre)
- Auf Schönbrunn (2006)
- Rieu, Magic of the violin - André Rieu, 2006 Universal Classics & Jazz
- Live in Vienna (2007)
- In Wonderland (2007) (ottava posizione nella classifica Classical Albums)
- Il était une fois... - André Rieu, 2007 André Rieu (seconda posizione nella Ultratop in Vallonia)
- Waltzing Matilda (2008) Andre Rieu Productions (prima posizione nella classifica Australian Albums per due settimane e terza in Nuova Zelanda) disco di platino
- The 100 Most Beautiful Melodies (2008) (seconda posizione nella classifica Australian Albums e quinta in Nuova Zelanda)
- Passionnément - André Rieu/Mirusia Louwerse/Orchestre Johann Strauss/Royal Choir Society Mastreechter/Carmen Monarcha, 2008 André Rieu (nona posizione nella Ultratop nelle Fiandre e decima in Vallonia)
- Masterpieces (2009) (nona posizione nella classifica Australian Albums)
- You'll Never Walk Alone (2009) (seconda posizione nella classifica Australian Albums, terza nella Ultratop in Vallonia e quarta in Nuova Zelanda)
- Greatest Hits (2009) Denon (quarta posizione nella classifica Classical Albums)
- Forever Vienna (2009) Andre Rieu Productions (prima posizione nella classifica Classical Albums, seconda nella UK Albums e quarta nella Irish Albums)
- Live In Australia - André Rieu, 2009 André Rieu/Universal (nona posizione nella Ultratop in Vallonia)
- You Raise Me Up – Songs for Mum (2010) (ottava posizione nella classifica Australian Albums e quinta in Nuova Zelanda)
- Rosen aus dem Süden - André Rieu, 2010 André Rieu/Universal (ottava posizione nella Ultratop in Vallonia)
- And the Waltz Goes On (2011) Universal Classics CD, DVD & BLU-RAY (prima posizione nella classifica Classical Albums)
- Home for the Holidays (2012) André Rieu Productions Holding B.V., Universal Music Domestic Pop, Universal Music (prima posizione nella classifica Classical Albums)
- Rieu Royale - Walsen Voor De Koning - Van De Koning Van De Wals, André Rieu & The Johann Strauss Orchestra (2013) - (terza posizione nella classifica in Paesi Bassi)
- Joyeux Anniversaire! - Polydor (2013)
- André Rieu Celebrates ABBA - Music of the Night, 2013 André Rieu Productions/Polydor/Island/Universal - (decima posizione in Australia)
- Abba's Greatest Hits - Waterloo. I grandi successi degli Abba in veste classica - Rieu/Von Otter/Mouskouri/ Royal Philharmonic Orchestra/Sissel, 1984/2013 Deutsche Grammophon
- The Christmas Collection (André Rieu And His Johann Strauss Orchestra) - Polydor, 2013
- Magic Of The Musicals (André Rieu & The Johann Strauss Orchestra) - Polydor, 2014
- Rieu, Love in Venice - Johann Strauss Orchestra, 2014 UMI
- Rieu, Roman holiday - Johann Strauss Orchestra, 2015 Universal Classics & Jazz - (ottava posizione nella Official Albums Chart)
- Rieu, Wonderful world - Live in Maastricht, 2015 Universal Classics & Jazz DVD
- Rieu, Magic of the waltz (vers. CD) - La magia del valzer, 2016 UMI/Universal
- Rieu, Viva Olympia - André Rieu, 1995/2014 Decca